# ФК Саутхамптън
Вижте пояснителната страница за други значения на Саутхамптън.
Футболен клуб Саутхямптън (на английски: Southampton Football Club) е английски футболен клуб от град Саутхемптън. Известен с прозвището „Светците“, клубът играе домакинските си срещи на стадион Сейнт Мерис от 2001 г. Традиционните цветове на клуба са червено и бяло. Носител на Купата на Англия (FA Cup) през 1976 г.

## История
Клубът е създаден през 1885 от учители и ученици в енорията Сейнт Мерис под името St. Mary's YMA. Затова още от края на 19 век става известен с неизменното си прозвище – Светците.
Първото игрище се намира в непосредствена близост до настоящия клубен стадион. През 1899 г. клубът се премества на специално изградения стадион, наречен на самата местност – „Долчинката“ (The Dell). „Долчинката“ приютява Светците до 2001, когато след дългогодишни усилия е открит новият стадион Сейнт Мерис Стейдиъм с 32 689 места.
През 1894 г. клубът става член на Южната лига (Southern League), на която е шампион три пъти поред (1897 – 1899), както и през 1901, 1903 и 1904 г.
През 1920 г. Саутхамптън постъпва във Футболната лига (The Football League), включвайки се в новосформираната Трета дивизия. Сезон 1921 – 1922 носи промоция на отбора във Втора дивизия. Следват години на съществуване във Втора и Трета дивизия.
През 1966 г. клубът достига за първи път най-високото ниво на английския футбол под ръководството на легендарния треньор Тед Бейтс. В тогавашната Първа дивизия отборът се състезава до 1974 г., когато става първата жертва на правилото за отпадане на три отбора.
Като втородивизионен клуб Саутхямптън печели Купата на Англия през 1976 г. На финала Светците побеждават Манчестър Юнайтед с 1 – 0. Отборът е ръководен от легендарния мениджър Лори Макменеми, под чието ръководство клубът се завръща в Първа дивизия през 1978 г.

### В Премиършип (1978 – 2005)
ФК Саутхямптън се състезава на най-високото ниво на английския футбол 27 последователни сезона, като през 1992 г. е сред съоснователите на Премиършип. 1980-те и 90-те години са сред най-колоритните в историята на клуба. През 1980 г. Лори Макменеми успява изненадващо да привлече двукратния носител на Златната топка Кевин Кийгън, а през 1982 – вратаря на националния отбор Питър Шилтън. През сезон 1983 – 1984 клубът постига най-високото си класиране в английския елит, завършвайки на второ място, на 3 точи след шампиона Ливърпул.
През 1986 г. своя дебют за мъжкия отбор на Светците прави клубната легенда Матю Ле Тисие, „един от най-добрите играчи, украсили Премиер лигата“, прекарал цялата си професионална кариера в Саутхамптън. През 1988 г. в професионалния футбол дебютира Алън Шиърър, възпитаник на младежката школа на клуба, който при първата си поява в стартовия състав отбелязва хеттрик срещу Арсенал. По такъв начин Шиърър става най-младият състезател, вкарал хеттрик в английския елит (17 години, 240 дни).
През 2003 г. под ръководството на Гордън Стракан Саутхамптън достигат своя четвърти финал за ФА Къп, загубен от Арсенал с 1 – 0. След оттеглянето на Стракан през 2004 г. клубът изпада в организационни и финансови затруднения и през 2005 г. отпада от Висшата лига.

### Долните дивизии и ерата Либхер (2005 – 2012)
От 2005 до 2009 година Саутхамптън се състезава в Чемпиъншип с различен успех, а организационната криза е белязана от няколко смени на ръководните постове в клуба. През 2009 г. Саутхамптън изпадат в Първа лига (третото ниво на английския футбол) и са застрашени от фалит, влизайки в администрация и наказани да започнат следващия сезон с минус 10 точки. От създалата се трагична ситуация през лятото на 2009 г. клубът излиза благодарение на Никола Кортезе, италиански банкер с бизнес в Швейцария, който убеждава немския бизнесмен Маркус Либхер да закупи клуба.  На 8 юли 2009 г. Либхер става собственик на ФК Саутхамптън, а Кортезе поема функциите на изпълнителен директор.
През първия сезон в Първа лига отборът под ръководството на Алан Пардю завършва на седмо място, пропускайки плейофите за Чемпиъншип, но печели Tрофея на Футболната лига. Пардю успява да привлече нападателя Рики Ламбърт, който бързо се превръща в символ на възродените амбиции на Светците. Кортезе обявява своят Петгодишен план, който да превърне ФК Саутхамптън в проспериращ и самоиздържащ се елитен клуб, разчитащ на млади играчи от модерната си футболна академия. Планът остава в сила въпреки внезапната смърт на Маркус Либхер, след която клубът преминава в ръцете на фамилията Либхер.
В началото на сезон 2010 – 2011 мястото на Алан Пардю е заето от Найджъл Адкинс. Адкинс се превръща в един от най-успешните мениджъри на Саутхамптън, след като постига две последователни промоции: през 2011 г. Светците се завръщат в Чемпиъншип, а през 2012 г. – във Висшата лига.

### Отново във Висшата лига
През януари 2013 г. Найджъл Адкинс е уволнен от Никола Кортезе, като на мястото му пристига аржентинецът Маурицио Почетино. Клубът утвърждава позициите си сред елита на английския футбол, а Никола Кортезе продължава да покачва очакванията пред ФК Саутхамптън.

## ФК Саутхамптън в английския професионален футбол
- 1920 – 1922: Трета дивизия (Football League Third Division)
- 1922 – 1953: Втора дивизия (Football League Second Division)
- 1953 – 1960: Трета дивизия (Football League Third Division)
- 1960 – 1966: Втора дивизия (Football League Second Division)
- 1966 – 1974: Първа дивизия (Football League First Division)
- 1974 – 1978: Втора дивизия (Football League Second Division)
- 1978 – 1992: Първа дивизия (Football League First Division)
- 1992 – 2005: ФА Премиършип (FA Premier League)
- 2005 – 2009: Чемпиъншип (Football League Championship)
- 2009 – 2011: Първа лига (Football League One)
- 2011 – 2012: Чемпиъншип (Football League Championship)
- 2012 – ФА Премиършип (FA Premier League)

## Състав

### Настоящ състав
Към 1 януари 2025 г.

## Постижения
ФА Къп (1): 1976; финалист (3): 1900, 1902, 2003.
Купа на лигата: финалист (1): 1979.
Трофей на Футболната лига (1): 2010.
КНК: четвъртфиналист: 1976 – 77.
Купа на УЕФА: участник (6 пъти): 1969 – 70, 1971 – 72, 1981 – 82, 1982 – 83, 1984 – 85, 2003 – 04.

## Любопитни факти
- По време на Втората световна война (ноември 1940 г.) бомба пада точно в централната част на игрището на стадион Дъ Дел, оставяйки 20 метрова дупка. Отборът е принуден да играе срещите си на Фратън парк – стадиона на местните съперници Портсмут.
- Най-големият местен противник е ФК Портсмут, като срещите между двата отбора са известни като Дербито на Южния бряг (South Coast derby). Първият мач е приятелска среща, играна на 6 септември 1899 г.
- През сезон 1988 – 89 Саутхамптън стават първият клуб в английския елит, включил в състава си за един мач трима братя – Дани, Родни и Реймънд Уолъс.[1]
- Сред легендарните играчи на клуба се нареждат Мат льо Тисие (наричан Le God), Мик Чанън, Тери Пейн, Кевин Кийгън, Питър Шилтън, Алън Шиърър, Рики Ламбърт, Садио Мане
- Сред легендарните мениджъри на клуба се нареждат Тед Бейтс, Лори Макменеми, Гордън Стракан, Найджъл Адкинс.
- Възпитаници на футболната академия на ФК Саутхамптън са Уейн Бридж, Тио Уолкът, Гарет Бейл, Алекс Окслейд-Чембърлейн, Адам Лалана, Люк Шоу.